# Falo
Nota: Este artigo trata da simbologia da imagem do pênis ereto. Para o artigo sobre o membro em si, consulte pênis.

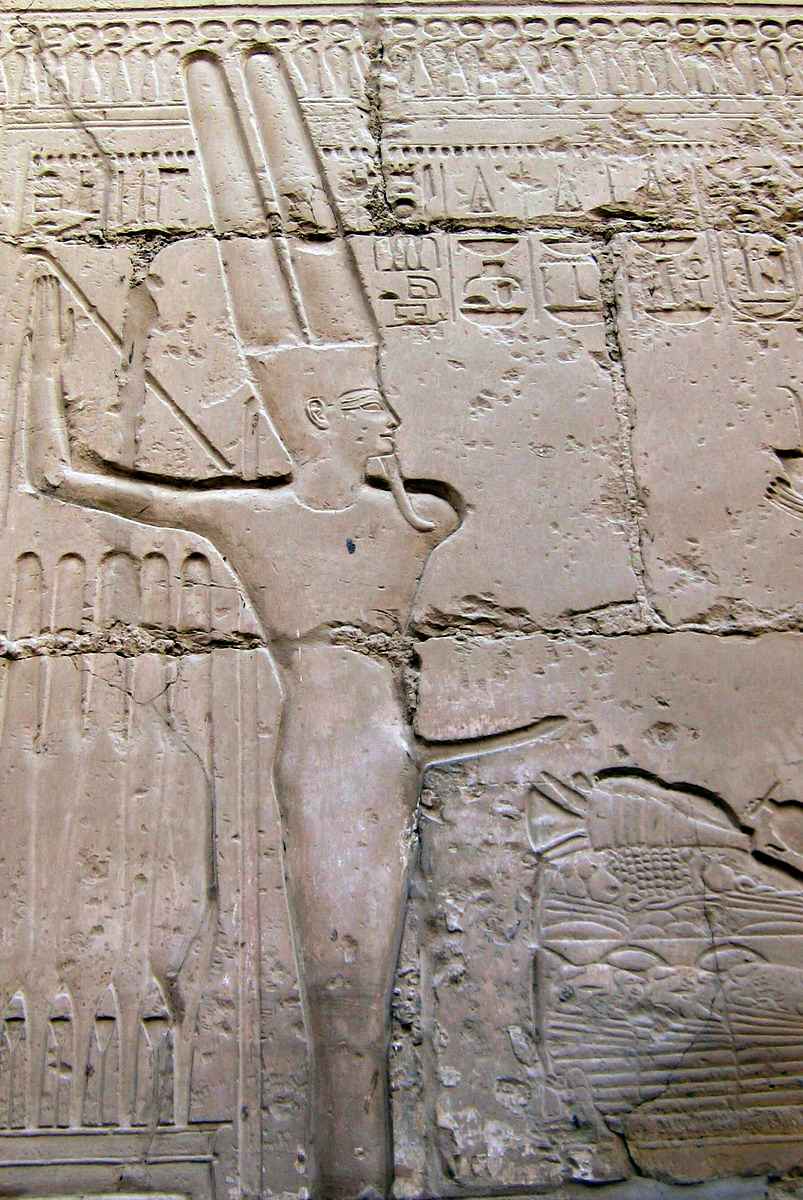
Baixo-relevo representando o deus dos antigos egípcios chamado Min, com o falo ereto visível

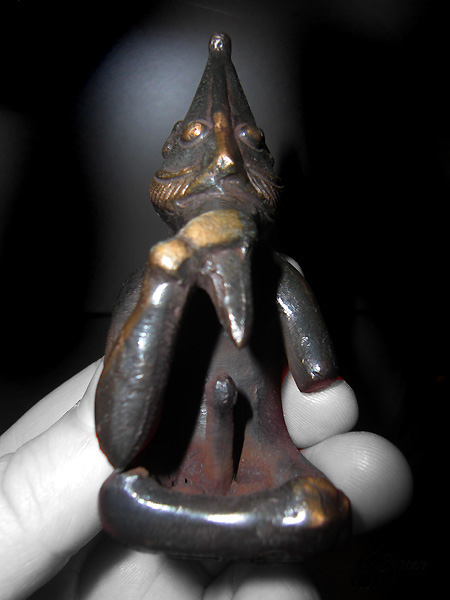
Estatueta de Frey com o seu típico falo.

Os termos falo e fálus (do grego phallós, através do latim phallus), usualmente, remetem à simbologia dada às representações da imagem de um pênis ereto. O falo era adorado pelos povos antigos como um símbolo da fecundidade da natureza. É, ainda, um tema recorrente na psicanálise como signo do poder. O falo, também, pode se referir, simplesmente, ao órgão sexual em si.